# 386 Siegena
386 Siegena eller 1894 AY är en stor asteroid i huvudbältet, som upptäcktes 1 mars 1894 av den tyske astronomen Max Wolf. Den är uppkallad efter den tyska staden Siegen.
Asteroiden har en diameter på ungefär 165 kilometer och består till största delen av kol.